# Orchestre symphonique de Bochum
L’Orchestre symphonique de Bochum, également connu internationalement sous le nom de Bochumer Symphoniker, est un orchestre symphonique allemand fondé en 1919, basé à Bochum.

## Historique
L'Orchestre symphonique de Bochum est fondé en 1919.
Depuis 2016, le lieu de résidence et la salle de concert de l'ensemble est le Anneliese Brost Musikforum Ruhr (en).
Depuis 2021, le chef Tung-Chieh Chuang (de) est directeur musical général de la formation, nommé jusqu'en 2026.

## Directeurs musicaux
Comme directeurs musicaux de l'orchestre se sont succédé :
- Rudolf Schulz-Dornburg (de) (1919-1926) ;
- Leopold Reichwein (en) (1926-1938) ;
- Klaus Nettsträter (1938–1944) ;
- Hermann Meissner (1945-1956) ;
- Franz-Paul Decker (1956-1964) ;
- Yvon Baarspul (de) (1964-1970) ;
- Othmar Mága (1971-1982) ;
- Gabriel Chmura (de) (1982-1988) ;
- Eberhard Kloke (en) (1988-1994) ;
- Steven Sloane (en) (1994-2021) ;
- Tung-Chieh Chuang (de) (depuis 2021[3]).

## Créations
L'Orchestre symphonique de Bochum est le créateur de plusieurs œuvres, de Jean Françaix (Thème et variations, 1974), Sofia Goubaïdoulina (Concerto pour violoncelle, 2005), Paul Hindemith (Kammermusik no 3, pour violoncelle et orchestre, 1925), Giselher Klebe (Symphonie no 4, 1972), Bruno Liberda (en) (Concerto pour six pianos et orchestre, 1990), Detlev Müller-Siemens (en) (Quatre Passages, 1988 ; Concerto pour cor et orchestre, 1990), Steve Reich (Clapping Music, Duet, version pour orchestre, 1996) et Egon Wellesz (Vorfrühling, op. 12, 1921), notamment.